# 6754 Burdenko
A 6754 Burdenko (ideiglenes jelöléssel 1976 UD4) a Naprendszer kisbolygóövében található aszteroida. Ljudmila Vasziljevna Zsuravljova fedezte fel 1976. október 28-án.